# レオーネ級駆逐艦
| レオーネ級駆逐艦 | レオーネ級駆逐艦 |
| ---------------- | --- |
| 「レオーネ」     | |
| 艦級概観         | |
| 艦種             | 軽偵察艦→駆逐艦 |
| 艦名             | 猫科の動物 |
| 前級             | ミラベロ級 (偵察艦) |
| 次級             | ナヴィガトーリ級 |
| 性能諸元         | |
| 排水量           | 常備：1,743英トン （1,771トン） 満載：2,648英トン （2,690トン） |
| 全長             | 113.4 m (372 ft 1 in) |
| 全幅             | 10.36 m (34 ft 0 in) |
| 吃水             | 3.1 m (10 ft 2 in) |
| 機関             | ヤーロー式重油専焼水管缶4基 +パーソンズ式直結タービン2基2軸推進 |
| 最大出力         | 42,000 hp （31,300 kW） |
| 最大速力         | 34ノット (39 mph; 63 km/h) |
| 航続距離         | 16ノット (18 mph; 30 km/h) で 2,400カイリ (4,400 km) |
| 燃料             | 重油：400トン |
| 乗員             | 206名 |
| 兵装（竣工時）   | アンサルド 1909年型 12cm（45口径）連装速射砲4基8門 アンサルド 7.62cm（40口径）単装高角砲2基2門 6.5mm（80口径）単装機銃2丁 45cm連装魚雷発射管3基6門 機雷60発                      |
| 兵装（1939年時） | アンサルド 1909年型 12cm（45口径）連装速射砲4基8門 ヴィッカース・テルニ 4cm（39口径）単装ポムポム砲2基2門 ブレダ 2cm（65口径）連装機関砲2基4門 53cm連装魚雷発射管2基4門 機雷60発 |

レオーネ級駆逐艦 （Cacciatorpediniere Classe Leone）は、イタリア王立海軍の駆逐艦の艦級で3隻が建造された。当時の艦種は「軽偵察艦」（esploratore leggero）であったが、1938年に駆逐艦に類別変更された。

## 概要
本級はイタリア海軍が自国の沿岸防御のために第一次世界大戦下の1917年度海軍計画にて当初5隻がアンサルド社のジェノヴァ造船所に発注されたが、資材・工員の不足によって起工に到らず、戦後の1920年代に「レオパルド（Leopardo）」「リンチェ（Lince）」がキャンセルされて改めて3隻が発注され1924年に3隻揃って完成したクラスである。本級はミラベロ級の設計を踏襲しており、主砲の口径を12cmとし、搭載形式を従来の単装砲から連装形式に換えて全て中心線上に配置すると共に、魚雷発射管も連装から3連装となり中心線上に配置して片舷戦闘力が大幅に向上し攻撃力を増した。武装重量が増えたために艦形を大型化され船首楼を拡大させて凌波性を向上した。1930年代に対空火器の増強と魚雷発射管は450mm3連装から533mm連装へ改められている。

## 艦形
本艦の船体形状は艦首から2番煙突にかけて乾舷のみ高い短船首楼型船体である。艦の構造を前部から記述すると、垂直型の艦首から甲板上に主砲の12cm速射砲を防盾の付いた連装砲架で1基を搭載、その背後に測距儀を載せた露天の操舵艦橋を基部として簡素な前部マストと2本煙突が立ち、1番・2番煙突の間に2番12cm主砲が後ろ向きに1基が配置された。2番煙突の基部で船首楼は終了し、そこから甲板1段分下がった場所には45cm三連装魚雷発射管が直列に2基が配置し、その間に3番主砲が配置した。その周囲には丈の低い煙管型の通風塔が立ち並び、舷側部は艦載艇置き場となっており、艦載艇は2本1組のボート・ダビッドが片舷1組ずつ計2組により運用された。2番魚雷発射管の背後に後部マストが立ち、後部甲板上に4番主砲が後ろ向きに1基が配置された。
就役後の1932年に魚雷発射管を配置をそのままに45cm三連装から53.3cm連装魚雷発射管2基に更新し、対空火器としてヴィッカース・テルニ 4cm（39口径）単装ポムポム砲2基を追加した。1936～1938年にかけて7.62cm高角砲を全て撤去し、代わりにオチキス 13.2mm（76口径）連装機銃2丁と6.5mm単装機銃2丁を追加した。しかし、1939年に13.2mm機銃全てと6.5mm機銃全てを撤去してブレダ 2cm連装機関砲2基に更新された。

## 武装

### 主砲
本級の主砲にはアンサルド製「1919年型 12cm（45口径）速射砲」を採用した。その性能は重量22.0kgの砲弾を仰角33度で15,500mまで届かせることができた。これを防楯の付いた連装砲架で4基が搭載された。砲架の俯仰能力は仰角33度・俯角10度で、旋回角度は300度の旋回角度を持っていたが実際は上部構造物により射界を制限を受けた。装填形式は自由角度装填で、発射速度は人力装填のため毎分7発であった。

### その他備砲、雷装
対空兵装としてアンサルド製「1917年型 7.62cm（40口径）高角砲」を採用した。その性能は重量6.5kgの砲弾を仰角42度で10,000mまで、仰角70度で高度5,740mまで届かせることができた。 砲身の俯仰能力は仰角75度・俯角10度で、旋回角度は360度の旋回角度を持っていたが実際は上部構造物により射界を制限を受けた。装填形式は自由角度装填で、発射速度は毎分15発であった。これを単装砲架で2基が搭載された。近接火器として6.5mm（80口径）単装機銃2丁を搭載された。他に水路閉鎖用に機雷100発を搭載できたが「アウグスト・リボティ」のみ120発であった。

## 艦歴
第二次世界大戦において、紅海警備の為3隻揃ってアビシニアのマッサワに派遣されて第二次大戦開戦を迎える。1941年3月末日に最後の反撃を行なうべく出撃するも、3隻とも失われた。

## 同型艦
| 艦名       | 原語表記 | 艦歴 | 由来         |
| ---------- | -------- | --- | ------------ |
| レオーネ   | Leone    | アンサルド社ジェノヴァ造船所にて1921年11月起工、1923年10月進水、1924年7月就役。1941年4月1日に紅海で座礁沈没。                             | ライオン     |
| パンテーラ | Pantera  | アンサルド社ジェノヴァ造船所にて1921年12月起工、1924年進水、1924年10月就役。1941年4月3日から4日にかけてイギリス空軍の空襲を受けて戦没。   | ヒョウ       |
| ティグレ   | Tigre    | アンサルド社ジェノヴァ造船所にて1922年1月起工、1924年8月進水、1924年10月就役。1941年4月3日から4日にかけてイギリス空軍の空襲を受けて戦没。 | トラ         |
| レオパルド | Leopardo | 未完成 | ヒョウ       |
| リンチェ   | Lince    | 未完成 | オオヤマネコ |

## 参考図書
- 「世界の艦船増刊第20集　第2次大戦のイタリア軍艦」（海人社）
- 「Conway All The World's Fightingships 1906–1921」（Conway）
- 「Conway All The World's Fightingships 1922-1946」（Conway）